# Memo-Motion-Studie
Memo-Motion oder Zeitraffer-Studien ist eine Methode des Arbeitsstudiums für länger durchlaufende Arbeitsabläufe mit Hilfe einer entsprechenden Kamera. Das Verfahren wurde 1946 von Marvin E. Mundel an der Purdue University entwickelt. Anfangs war schlicht die Notwendigkeit, für eine Studie für das Life-Magazin über das Zubereiten verschiedener Gerichte in einer Küche Filmmaterial zu sparen das Motiv für dieses Vorgehen. Einmal damit begonnen, entwickelte Mundel sie systematisch weiter.
Mundel veröffentlichte 1947 die Methode zusammen mit dem übrigen Repertoire des Scientific Management in seinem Lehrbuch Systematic Motion and time study. Eine weitere systematische Studie zu den Möglichkeiten der Memo-Motion zeigte bei folgenden Situationen Vorteile gegenüber den anderen, gängigen Verfahren zu Zeitstudien auf:
- Repetitive Einzelarbeit,
- Bereichsstudien, also Studien über einen Arbeits- oder Maschinenbereich,
- Studien zur Arbeit in Gruppen,
- Verteilzeitaufnahmen sowie
- Arbeitsbemessung.

Als eine sehr vielseitige Methode des Arbeitsstudiums erlangte die Memo-Motion-Studie in den USA einige Bedeutung. Schon in England und erst recht auf dem europäischen Kontinent und den anderen Industrieländern war die Rezeption jedoch verhalten. Offenbar bestand zuerst eine große Schwierigkeit, überhaupt geeignete Kameras zu bekommen, dann gab es Widerstände gegenüber Filmaufnahmen allgemein. Heutzutage könnte die Memo-Motion ein Comeback erleben, da einerseits immer mehr Arbeitsplätze entstehen, für die sich die Methode anbietet und andererseits die meisten modernen Kameras für sie geeignet sind.